# 山二ツ (新潟市)
- 日本 > 新潟県 > 新潟市 > 中央区 (新潟市) > 山二ツ (新潟市)
- 日本 > 新潟県 > 新潟市 > 江南区 (新潟市) > 山二ツ (新潟市)

山二ツ（やまふたつ）は、新潟県新潟市中央区および江南区の町字。郵便番号は950-0922。

## 概要
1943年（昭和18年）から現在までの大字。及び1984年（昭和59年）から現在までの町名。鳥屋野潟の南部、栗ノ木川の左岸に位置する。
もとは1889年（明治22年）まであった西山二ツ新田の区域の一部で、「山二津」とも書いた。
新潟市の政令指定都市移行に伴い、概ね日本海東北自動車道以南が江南区に、以北が中央区と区分されている。

### 隣接する町字
北から東回り順に、以下の町字と隣接する。
- 江南区亀田大月
- 江南区亀田
- 江南区鵜ノ子
- 江南区姥ケ山
- 中央区姥ケ山
- 中央区京王

※栗ノ木川を挟んで東区南紫竹、東明、石山、もえぎ野、粟山、亀田中島、江南区亀田中島と隣接。

## 歴史
開発年は不詳だが、『中蒲原郡誌』では1633年（寛永10年）としている。
- 1889年（明治22年）4月1日 : 合併により山潟村の大字となる。当初は西山二ツ新田と称した。
- 1901年（明治34年）11月1日 : 合併により石山村の大字となる。
- 1943年（昭和18年）5月3日  : 合併により新潟市の大字となる。
- 1943年（昭和18年） : 西山二ツ新田から山二ツに改称[5]。
- 1984年（昭和59年） : 一部が山二ツ1～5丁目となる。
- 2007年（平成19年）4月1日 : 新潟市の政令指定都市移行により、山二ツ1丁目～5丁目は全域が中央区に、山二ツは一部が江南区の、残りが中央区の大字となる。

## 世帯数と人口
2018年（平成30年）1月31日現在の世帯数と人口は以下の通りである。
| 区     | 大字・丁目   | 世帯数    | 人口    |
| ------ | ------------ | --------- | ------- |
| 江南区 | 山二ツ       | 99世帯    | 175人   |
|        |              |           |         |
| 中央区 | 山二ツ       | 20世帯    | 26人    |
| 中央区 | 山二ツ一丁目 | 289世帯   | 633人   |
| 中央区 | 山二ツ二丁目 | 242世帯   | 567人   |
| 中央区 | 山二ツ三丁目 | 426世帯   | 962人   |
| 中央区 | 山二ツ四丁目 | 231世帯   | 570人   |
| 中央区 | 山二ツ五丁目 | 163世帯   | 351人   |
| 中央区 | 中央区 計    | 1,371世帯 | 3,109人 |
|        |              |           |         |
| 計     | 計           | 1,470世帯 | 3,284人 |

## 小・中学校の学区
市立小・中学校に通う場合、学区は以下の通りとなる。
| 大字・丁目               | 番地 | 小学校               | 中学校             |
| ------------------------ | ---- | -------------------- | ------------------ |
| 山二ツ（中央区・江南区） | 全域 | 新潟市立桜が丘小学校 | 新潟市立山潟中学校 |
| 山二ツ一丁目             | 全域 | 新潟市立桜が丘小学校 | 新潟市立山潟中学校 |
| 山二ツ二丁目             | 全域 | 新潟市立桜が丘小学校 | 新潟市立山潟中学校 |
| 山二ツ三丁目             | 全域 | 新潟市立桜が丘小学校 | 新潟市立山潟中学校 |
| 山二ツ四丁目             | 全域 | 新潟市立桜が丘小学校 | 新潟市立山潟中学校 |
| 山二ツ五丁目             | 全域 | 新潟市立桜が丘小学校 | 新潟市立山潟中学校 |

## 主な施設
- 新潟県立新潟盲学校（新潟県立新潟よつば学園に統合され2022年3月末で閉校[9]）
- 新潟刑務所（江南区山二ツ）